# Amycosphaerella
Amycosphaerella is een geslacht van schimmels dat behoort tot familie Mycosphaerellaceae. De typesoort is Amycosphaerella africana.

## Soorten
Volgens Index Fungorum telt het geslacht twee soorten (peildatum april 2024):
| Soortnaam                 | Auteur(s)                              | Publicatiejaar |
| ------------------------- | -------------------------------------- | -------------- |
| Amycosphaerella africana  | (Crous & M.J. Wingf.) Quaedvl. & Crous | 2014           |
| Amycosphaerella keniensis | (Crous & T.A. Cout.) Videira & Crous   | 2017           |